# 迈克尔·乔丹
迈克尔·杰弗里·乔丹（英語：Michael Jeffrey Jordan，简称MJ；1963年2月17日—），美國商人和前男子籃球與棒球運動員。喬丹職業籃球生涯均在NBA聯盟，其中13年效力於芝加哥公牛，最後2年則在華盛頓巫師度過，曾兩度退役後復出。喬丹為NBA在1980到90年代間得以迅速普及全球貢獻良多。
1984年喬丹肄業於北卡羅萊納州的北卡羅萊納大學教堂山分校，接著在NBA選秀中以探花（第一輪第三順位）被芝加哥公牛選中。其15年的職業生涯中，總共獲得6屆NBA總冠軍（兩次三連冠），6屆NBA總決賽最有價值球員，5屆NBA最有價值球員，3屆NBA明星賽最有價值球員，10屆NBA得分王（1987–93蟬連7屆，1996–98蟬連3屆），3屆抄截王，10次入選NBA最佳陣容，14次入選NBA全明星賽，以及1988年NBA年度最佳防守球員。在他眾多成就中，目前仍保持生涯NBA常規賽的每場平均得分最高紀錄（30.12分）和生涯季後賽的每場平均得分最高紀錄（33.45分）。
喬丹於1996年入選NBA五十週年紀念隊，1999年被ESPN評為20世紀最偉大的北美運動員，2009年入選美國奈史密斯籃球名人紀念堂，2015年入選國際籃球總會名人堂，2021年入选NBA七十五周年纪念队伍。與他一同建立公牛王朝的教頭「禪師」菲爾·傑克森形容他是「當代穿著寬鬆運動短褲的米開朗基羅。」NBA官方網站則稱：「以讚譽而言，米高·佐敦是史上最偉大的籃球運動員。」(英語：By acclamation, Michael Jordan is the greatest basketball player of all time.)
1990年代為喬丹生涯的巔峰，其中有6個賽季奪冠並獲得總冠軍賽最有價值球員，擊敗了一眾球星如魔術強森、派翠克·尤因、克萊德·崔斯勒、查爾斯·巴克利、沙奎尔·奥尼尔、安芬尼·哈达威、加里·佩顿、肖恩·坎普、雷吉·米勒、卡爾·馬龍和约翰·斯托克顿等。如此成就為NBA歷史所罕見，令整個90年代幾乎與喬丹和公牛王朝劃上等號，公牛隊也一躍成為齊名洛杉磯湖人、波士頓凯尔特人的歷史最佳王朝球隊之一。喬丹招牌的後仰跳投，已成為籃球運動的高等技巧之一。

## 學生時代

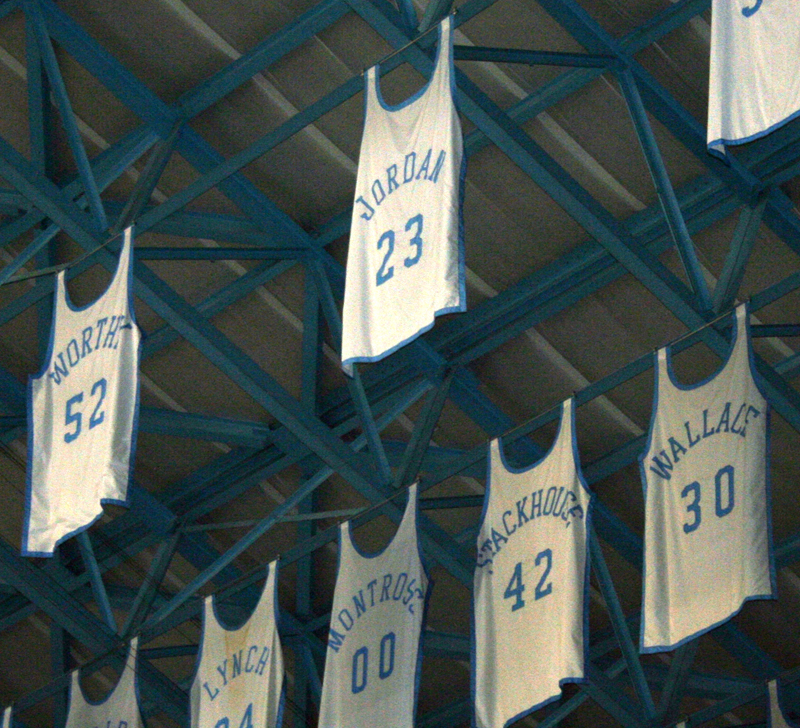
米高·佐敦球衣，背號被永久保留

1963年，喬丹生於紐約州布魯克林，不久全家就搬到了北卡羅來納州威明頓。在10年級時由於身高不足（1.78米），未能入選當地的高中籃球校隊。為了證明自己的能力，他在校隊內的比賽中多次獲得單場超過40分的成績。第二年他的身高長了10多釐米，外加努力的訓練，終於入選了高中校隊。高中最後兩年他的每場平均得分達到了20分，並入選了全美高中最佳陣容。
1981年喬丹得到北卡羅萊納大學教堂山分校錄取並獲籃球獎學金，主修文化地理學。在大學第一年就以場均13.5分，53.4%的投籃命中率的成績獲得大西洋沿岸聯盟的年度最佳新秀獎。在1982年的NCAA大學籃球總決賽中，面對「大猩猩」派屈克·尤英（Patrick Ewing）率領的喬治城大學，喬丹投中了最後的關鍵球，助北卡大奪得NCAA總冠軍。後來喬丹回憶這一投，稱這是他籃球生涯的轉捩點。
在北卡大的三年，喬丹平均得分17.7分，籃板5.0個，54.0%投籃命中率，並在1983和1984年賽季入選NCAA全美大學最佳陣容。在獲選奈史密斯學院年度最佳球員並得到教練迪恩．史密斯（Dean Smith）的支持後，喬丹決定提前一年肄業離校，參加1984年NBA選秀。喬丹排在「大夢」哈基姆·歐拉朱萬（Hakeem Olajuwon）和薩姆·鮑威（Sam Bowie）之後，以第三順位被芝加哥公牛選中進入NBA。後來喬丹在1986年因傷缺賽，養傷期間返回北卡大修完了剩餘課程後畢業。

### 大學時期數據

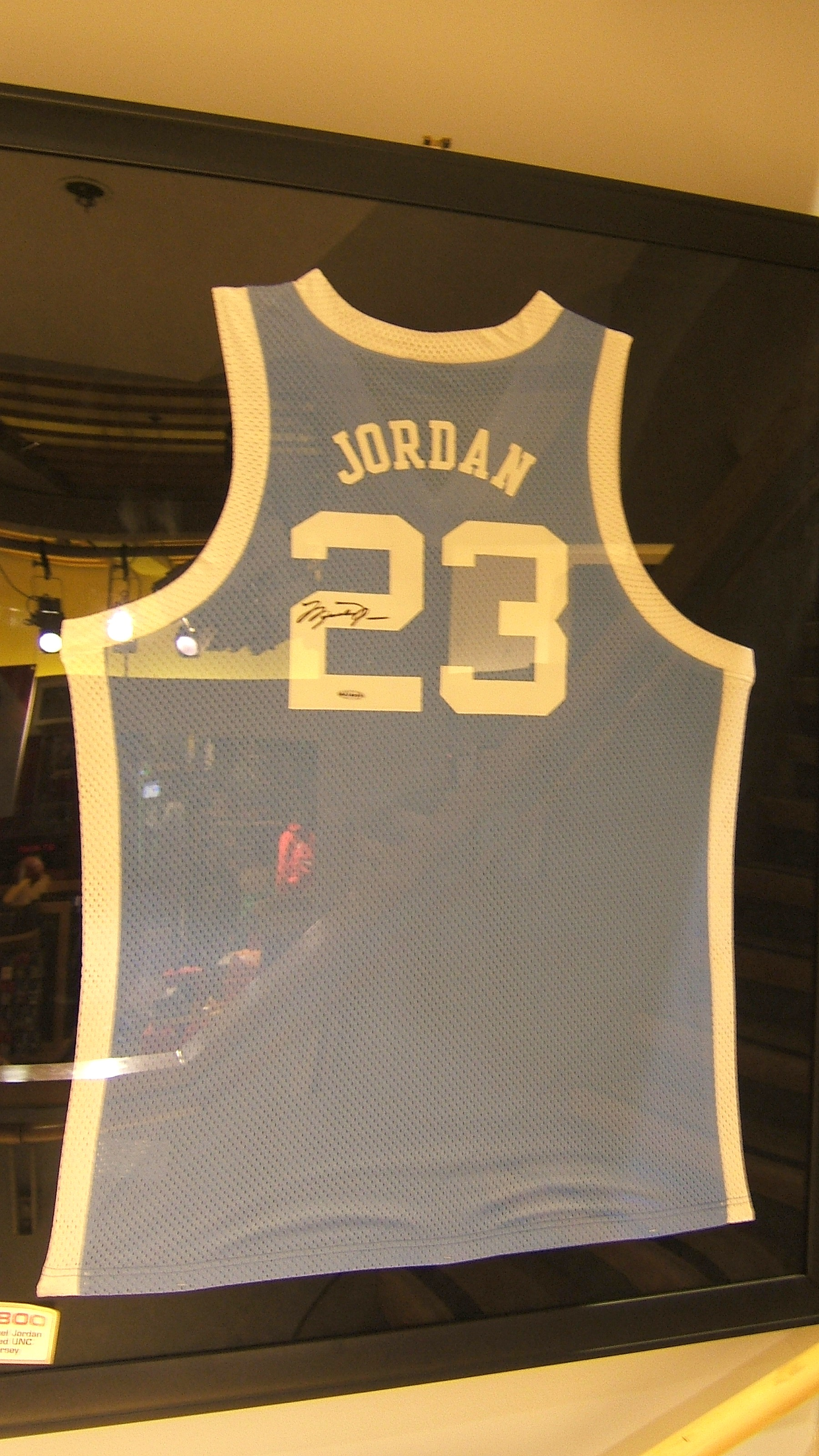
喬登在北卡羅來納大學的退役球衣

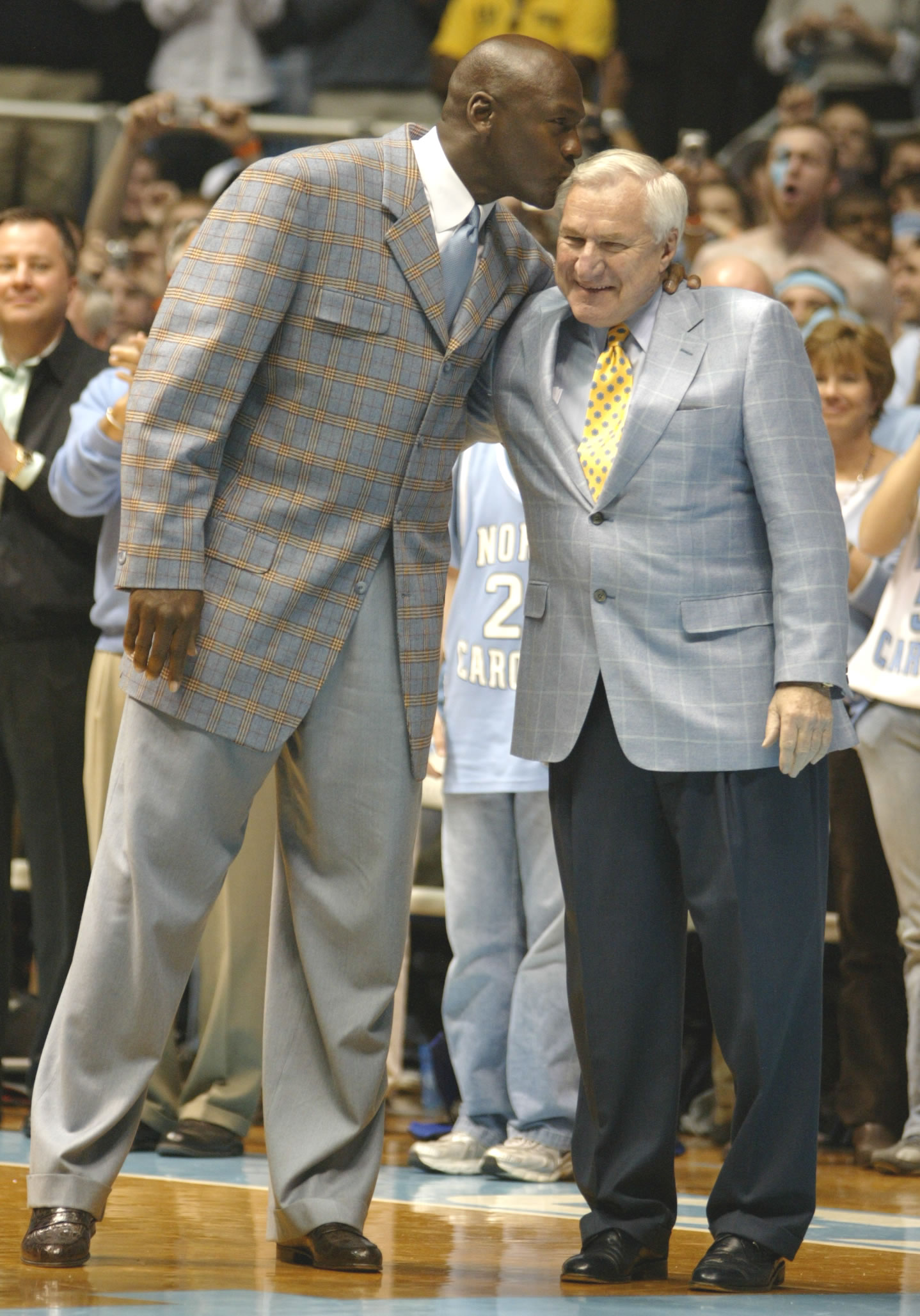
米高·佐敦與大學教練狄恩·史密斯

| 年份    | 得分   | 平均得分 |
| ------- | ------ | -------- |
| 1981-82 | 460分  | 13.5分   |
| 1982-83 | 721分  | 20.0分   |
| 1983-84 | 607分  | 19.6分   |
| 合計    | 1788分 | 17.7分   |

## 職業生涯

### 早期（1984-1987）
喬丹在1984-85賽季加入NBA，新秀球季便大放異彩。喬丹很快地成為球迷與媒體的寵兒，他的職業生涯僅僅過了一個月，便登上《體育畫報》的封面，標題為〝一個明星的誕生〞，更被票選為全明星賽的先發球員。初入聯盟第一年的菜鳥受到如此大的關注，引發了一些議論。全明星賽時，底特律活塞明星後衛「微笑刺客」以賽亞·湯瑪斯（Isiah Thomas）策動了一些老球員進行抵制，讓喬丹幾乎拿不到球。賽季結束時，喬丹繳出了平均每場51.5%命中率、得分28.2分、籃板6.5個、助攻5.9次、抄截2.4次，以及單場最高得分49分的驚人數據。最終，他獲得年度NBA最佳新秀獎項，唯一的遺憾是在年度NBA最佳陣容的評選中僅入選第二隊。
喬登在他第二個賽季1985-86賽季的第三場比賽中，他在一次扣籃落地時摔傷，腳部骨折缺席64場比賽，引發外界對他「是否還能飛？」的議論。賽季尾聲喬登及時歸隊，證明自己依然能飛，幫助公牛隊殺入季後賽。季後賽第一輪面對當時的超級強隊波士頓塞爾提克，雖然最終慘遭橫掃，但喬丹在第二場比賽中獨得63分，締造季後賽單場最高得分的歷史紀錄。賽後的記者採訪會上，綠衫軍主將「大鳥」拉里·伯德（Larry Bird）發表了著名的“上帝說”，他評價道：〝Tonight…that was God disguised as Michael Jordan.（今晚...是上帝化身為米高·佐敦。）〞從此，喬登的「神」之名號不脛而走，並在接下來的職業生涯中愈發響亮。
接下來的1986-87賽季，喬登開始衝擊聯盟最佳球員的地位。在常規賽中，他8場得分破50，以平均每場得分37.1分坐穩得分王，並成為了繼威爾特·張伯倫（Wilt Chamberlain）後第二位單季總得分3000分以上的球員。此外他也展現了非凡的防守能力，成為NBA史上第一位完成單季200次抄截、100次阻攻的後衛球員。這個賽季也是喬登第一次入選年度NBA最佳陣容第一隊，並以舉世聞名的罰球線起跳扣籃首次獲得NBA灌籃大賽冠軍。可惜在NBA最有價值球員的投票評選中，他敗給了「魔術」小艾雲·莊遜（Magic Johnson），在年度NBA最佳防守球員的評選中亦名落孫山。對此喬登聲稱下個賽季要少得點分數，123

### 活塞路障（1987-1990）
在1987-88賽季中，喬登平均每場得分35分、籃板球5.5個、助攻5.9次、搶斷3.2次、蓋帽1.6次。就數據而言，該年後來被認為是喬登職業生涯中攻守兩端最全面的一年。他首次奪下年度NBA最有價值球員，更包攬年度得分王與最佳防守球員，實現去年落選時的誓言，證明自己的全面性。另外，他還獲得NBA明星賽最有價值球員，並二次獲得NBA灌籃大賽冠軍，當年喬丹與阿特蘭大鷹主將「人類精華影片」多米尼克·威尔金斯的對決成為了灌籃大賽史上的經典。在季後賽中，公牛擊敗克里夫蘭騎士，但第二輪以1：4敗給底特律活塞。當賽季前的選秀大會上，公牛先是跟西雅圖超音速交易來了首輪第五順位新秀斯科蒂·皮蓬，接著又在首輪第十順位選擇了「眼鏡俠」霍雷斯·格蘭特，這兩名新人後來成為喬丹重要的左右手。
1988-89賽季，喬登平均每場得分32.5分，籃板球8個和助攻8次，明顯對於得分以外的工作投入更多心力，並往往在關鍵時刻發揮巨大作用。公牛隊憑藉喬登及新秀皮朋和格蘭特的發揮，在東部半決賽中擊敗了紐約尼克斯，但東部決賽再次以2：4不敵底特律活塞的「壞孩子軍團」。在當年度季後賽的第一輪對騎士隊的決勝場，最後三秒，公牛仍落後一分，但喬登在騎士後衛，6呎6吋的埃羅的緊跟防守下，於右側45度角三分線位置接球後向左前突破，在罰球線急停後起跳投射，竟在空中停滯直到躍起封蓋他的埃羅落下後才將球投出手並命中，讓公牛反敗為勝。這就是著名的「THE SHOT」，這是NBA 40多年歷史上，首次出現生死戰絕殺球。喬登驚人的身體素質和關鍵時刻的絕殺能力由此更廣為人知。
1989-90賽季，「禪師」菲爾·傑克森成為公牛總教頭。喬登平均每場得分33.6分，籃板6.9個和助攻6.3次，在最有價值球員評選中名列第3位。公牛隊在東部決賽中3：4第三度被活塞擊敗。不過此時活塞隊的「喬登法則」對喬登的壓制力已經大幅下降。一方面出於喬登個人籃球智商的提升，另一方面也出於公牛隊其他隊員的成長，不再是喬登的「一人球隊」。

### 三連冠（1991-1993）
喬登帶領皮朋和格蘭特一起迎接公牛隊首次的三連霸，公牛的三角戰術日趨成熟。在1990-91賽季，喬登常規賽平均每場得31.5分，6個籃板和5.5次助攻，第二次獲得年度最有價值球員。在他的帶領下，公牛隊打出了當時球隊史上常規賽最佳戰績61勝21負，並在季後賽相繼擊敗了紐約尼克、费城76人、底特律活塞、洛杉矶湖人後，初次奪得總冠軍。從此揭開了公牛王朝的序幕。喬登當之無愧的獲得NBA總決賽最有價值球員。當賽季NBA首次引入了「惡意犯規」此一新規則，活塞隊難以施展過去所謂〝喬登法則〞的兇猛防守，使得喬登在東區決賽如入無人之境，以4:0橫掃活塞隊，賽後活塞隊球員拒絕與公牛隊球員握手。
而在總決賽中喬登則上演了與「J博士」朱利葉斯·厄文（Julius Erving）的動作齊名的一幕，也就是著名的〝THE MOVE〞。在總決賽第二場，喬登火力全開，全場18投15中，連續13球命中，而他命中的第13球則是NBA史上最佳得分動作之一。彼時公牛隊斷球反擊，喬登控球過半場後交給左側的克里夫·萊溫斯頓（Cliff Levingston），萊溫斯頓從籃框左側切入，起跳後迅速傳給已走位至中央半圓弧線的喬登。喬丹接球後運行兩步，沒有助跑便自禁區虛線後起跳，由於“顧慮到帕金斯上來封蓋（喬登賽後語）”，在看起來完全可以單手扣籃的情況下將原本已高舉過籃筐的球收回並從右手換到左手，然後在身體幾乎失去平衡的狀態下自籃框正下方將球擦板入筐，並平穩落地。此球難度之大超乎想像，被稱為「世紀換手」，多年後「T-Mac」特雷西·麥格雷迪（Tracy McGrady）接受採訪時提到自己曾模仿這個動作，不但失敗還險些摔跤，他表示：〝我不認為有任何其他人能夠做出那個動作。〞
1991-92賽季，公牛王朝繼續了它的輝煌。喬登平均每場得分30.1分，得6.4個籃板和6.1次助攻，再次獲得年度最有價值球員，更率領公牛隊打出超越去年的常規賽67勝15負的佳績。公牛隊在總決賽以4-2戰勝波特蘭拓荒者，再次奪得總冠軍，喬登第二次獲總決賽最有價值球員。他更在總決賽第一場再度上演了驚人一幕，創造了NBA總決賽史上最驚人的投籃演出。
當年總決賽開賽前，媒體將所有的焦點全都聚集在兩隊的當家球星「滑翔機」克萊德·崔斯勒（Clyde Drexler）和喬登身上。媒體普遍認為崔斯勒的拓荒者隊獲勝的可能性較高，因為「崔斯勒是比喬登更好的三分射手」。喬登聞後在首場比賽中即發狂般地在三分線外頻頻出手，單上半場就命中六球，而且是連續六球。半場他就得到35分，一舉打破NBA總決賽半場得分紀錄。全場得39分11次助攻，下半場就有9次助攻。最終佐敦帶領公牛隊以122-89完勝拓荒者隊。賽後崔斯勒表示：〝我以為喬登有兩千種假動作，我錯了...他有三千種。〞賽季結束後喬丹沒有休息多少時間，緊接著投入夢幻隊，參加1992年巴塞羅那奧運會並奪得奧運金牌，成就了NBA賽場外另一段偉大傳奇。這一年喬丹成為史上第一位單年囊括NBA年度最有價值球員、NBA總冠軍、NBA總決賽最有價值球員和奧運冠軍的籃球運動員。然而，在他的聲望到達顛峰的同時，媒體開始頻繁報導喬登的負面新聞，關於他好賭的傳聞甚囂塵上。
1992-93賽季，喬登平均每場得分32.6分，得6.7個籃板球和5.5次助攻，但最有價值球員的獎項被鳳凰城太陽的大前鋒「查爾斯爵士」查爾斯·巴克利（Charles Barkley）獲得。在東區決賽中，公牛隊意外地以0:2落後於紐約尼克，有媒體報導喬登之所以發揮不佳是因為他在比賽前晚仍流連大西洋賭場。之後公牛隊以4:2逆轉了系列賽，並擊敗太陽隊第三次奪得NBA總冠軍，喬登個人也連續第三年獲得總決賽最有價值球員。這次總決賽堪稱經典，公牛隊出人意料地在鳳凰城連下兩城取得2:0的領先優勢。移師芝加哥，背水一戰的太陽隊與公牛大戰三次延長賽，終於扳回一局。第四場更是堪稱經典，喬登展示了絕對的統治力狂砍55分，更重要的是關鍵時刻帶領公牛隊戰勝太陽隊。第六場公牛隊憑藉喬登吸引包夾後妙傳給後衛約翰·帕克森（John Paxson）投入三分球反敗為勝，這一幕後來於97年再度上演，不同的是傳球對象換成了史提夫·科爾（Steve Kerr），而受害者則是猶他爵士。

### 退役與職業棒球（1993-1994）

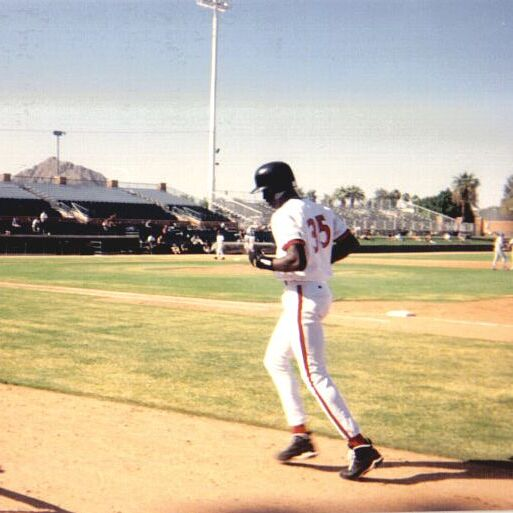
喬丹在MLB小聯盟

1993年10月，喬登突然宣佈退役，稱對籃球失去熱情，賽場上已沒有他想追求的事物，稍晚又表示父親被刺殺也是退役的原因之一。他的父親詹姆斯·喬丹於1993年7月23日在北卡羅來納州蘭伯頓的一個高速公路休息區被兩名青少年丹尼爾·格林和賴瑞·馬丁·德莫瑞謀殺，兩人劫持了詹姆斯的凌志轎車，並將他的屍體棄置在南卡羅來納州的一處沼澤，直到8月3日才被發現。警方透過追蹤詹姆斯的手機而成功逮捕這兩名嫌犯，他們後來在審判中被定罪，遭法官判處終身監禁。
在喬登1998年出版的自傳《為了我深愛的運動》中，他提到早在1992年夏天就已萌生了退役的念頭，奧運會後更他感到身心俱疲。外界推測，喬丹受賭博的負面報導纏身，以及他在球隊內部的談話、舉止等不斷被人外流予媒體，是其突然退役的重要原因。喬丹宣佈退休引發了整個聯盟的衝擊，並出現在世界各地報紙的頭版上。
1994年11月1日，公牛隊在芝加哥聯合中心為喬丹舉辦盛大的退役儀式，連同他的23號球衣一起退休。喬丹和他的三個孩子一同拉動繩索，將23號球衣緩緩升上天花板懸掛著。
1994年，更令世人驚奇的是，他與附屬於美國職棒大聯盟球隊芝加哥白襪的美國職棒小聯盟2A球隊伯明罕男爵（Birmingham Barons）簽約，開始了短暫的棒球職業生涯。在127場比賽中共獲得0.202打擊率，0.289上壘率，88支安打，3支全壘打，51分打點，30次盜壘，0.952守備率和11次守備失誤。

### 復出（1995）
1993-94賽季，缺少了喬登的公牛隊仍取得55勝27負的佳績，但在東區半決賽中被紐約尼克斯淘汰。然而到了1994-95賽季，受到帕克森退役、格蘭特和B·J·阿姆斯壯等人離隊的影響，公牛隊的表現一落千丈。相對於棒球上的平庸表現，1994年9月9日，喬登在皮朋主辦的一場慈善籃球賽中獨得52分，這一切似乎都在召喚他復出力挽狂瀾。
1995年3月18日，他正式宣佈重返NBA，在簡短的新聞發佈會上說道：「我回來了。（I'm back.）」時任美國總統的比爾·克林頓幽默打趣道：「喬丹的復出將是自我就任總統以來為美國增加的第六百一十萬零一個就業人數」（President Bill Clinton during a press conference saying without encouragement, "The economy has produced 6.1 million jobs since I became president and if Michael Jordan comes back to the Bulls, it will be 6,100,001 jobs."）。在第二天對印第安那步行者的比賽中，他斬獲19分，這場比賽也是NBA自1975年以來電視轉播收視率最高的一場常規賽。雖然已一年半沒有參加NBA比賽，喬登仍打得很不錯。1995年3月29日在對紐約尼克的一場比賽中，他獨得55分。4月他更率領公牛隊取得9勝1負的好成績，並成功打入季後賽。
東區決賽第一場公牛隊惜敗於奧蘭多魔術，喬丹在關鍵的反攻中發生致命失誤，他被魔術隊後衛尼克·安德森（Nick Anderson）從背後將球撥掉。賽後安德森評論道：〝45號終究不如23號，他不再是當年那個令人畏懼的傢伙了。〞在第二場比賽時喬登竟然冒著被聯盟罰鉅款的威脅穿著已退休的23號球衣出場，使得球場的氣氛達到了頂點。他在比賽中得到38分，並贏回了第二場。不過，面對年輕有天賦的「鯊魚」沙奎爾·奧尼爾（Shaquille O'Neal）、「便士」安芬尼·哈達威（Anfernee Hardaway），最終公牛隊還是以2:4遭淘汰。

### 二度三連冠（1995-1998）

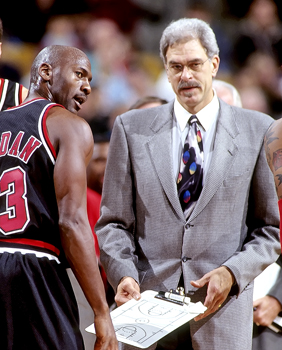
米高·佐敦與教練菲爾·杰克遜（1997年）

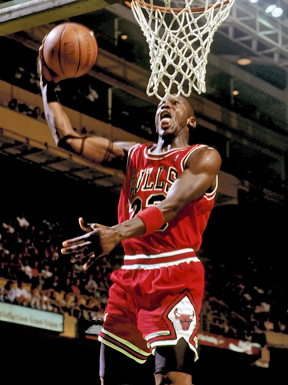
米高·佐敦在舊波士頓花園球場灌籃

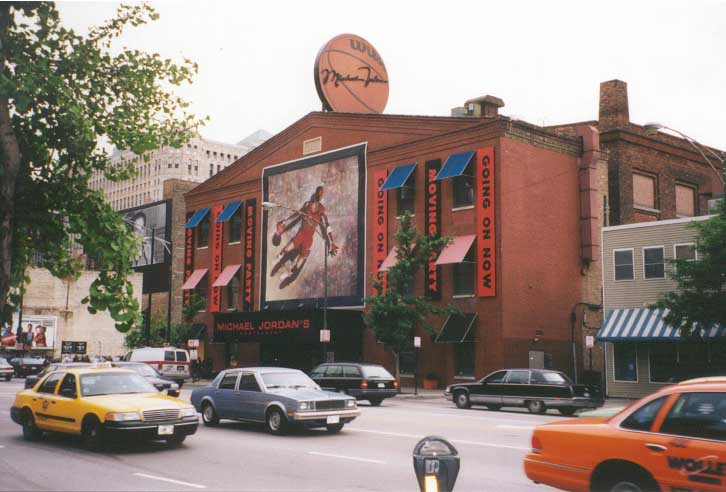
在芝加哥的“米高·佐敦餐廳”（1993年）

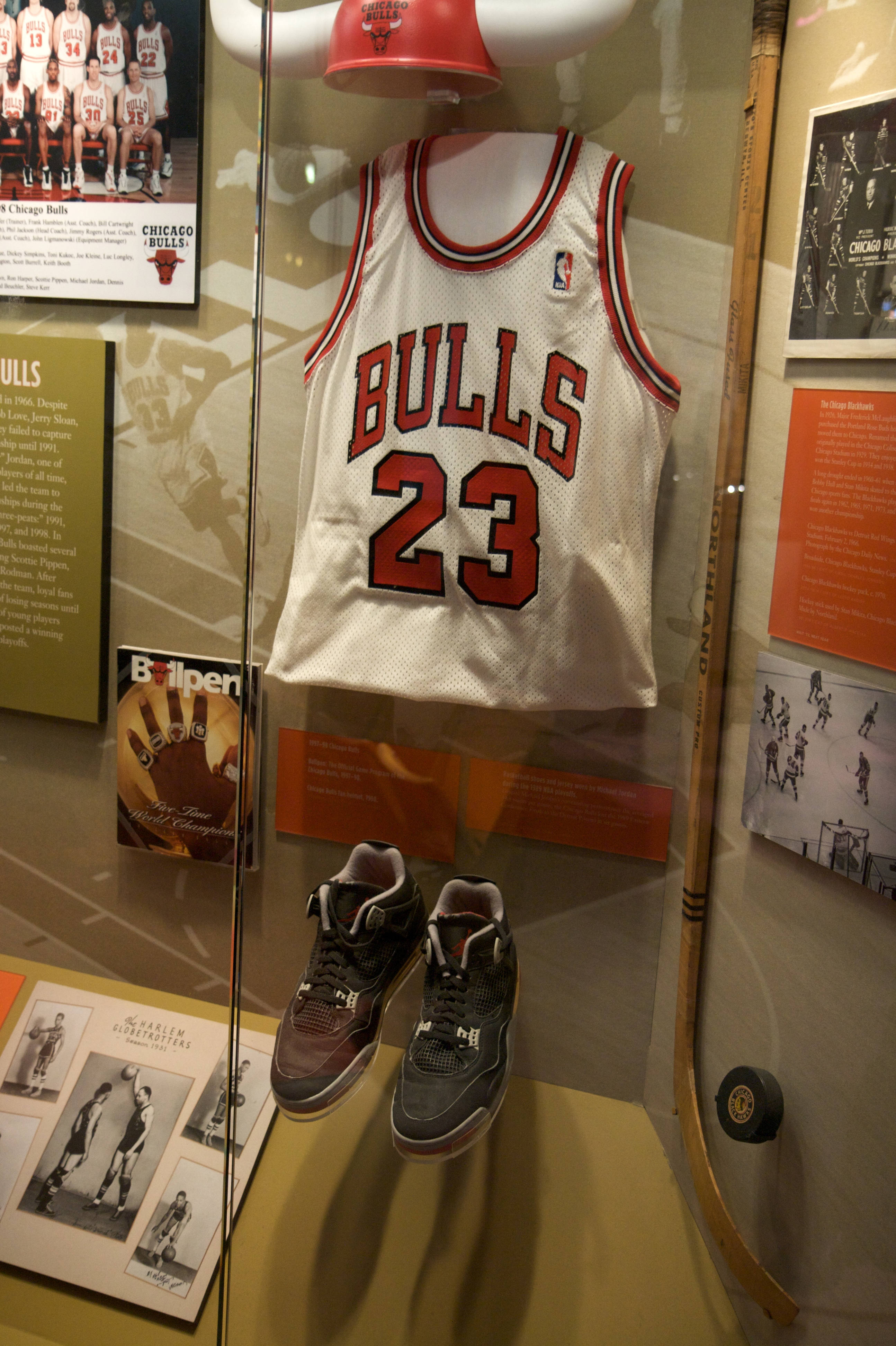
米高·佐敦的球衣球鞋在芝加哥歷史博物館展出

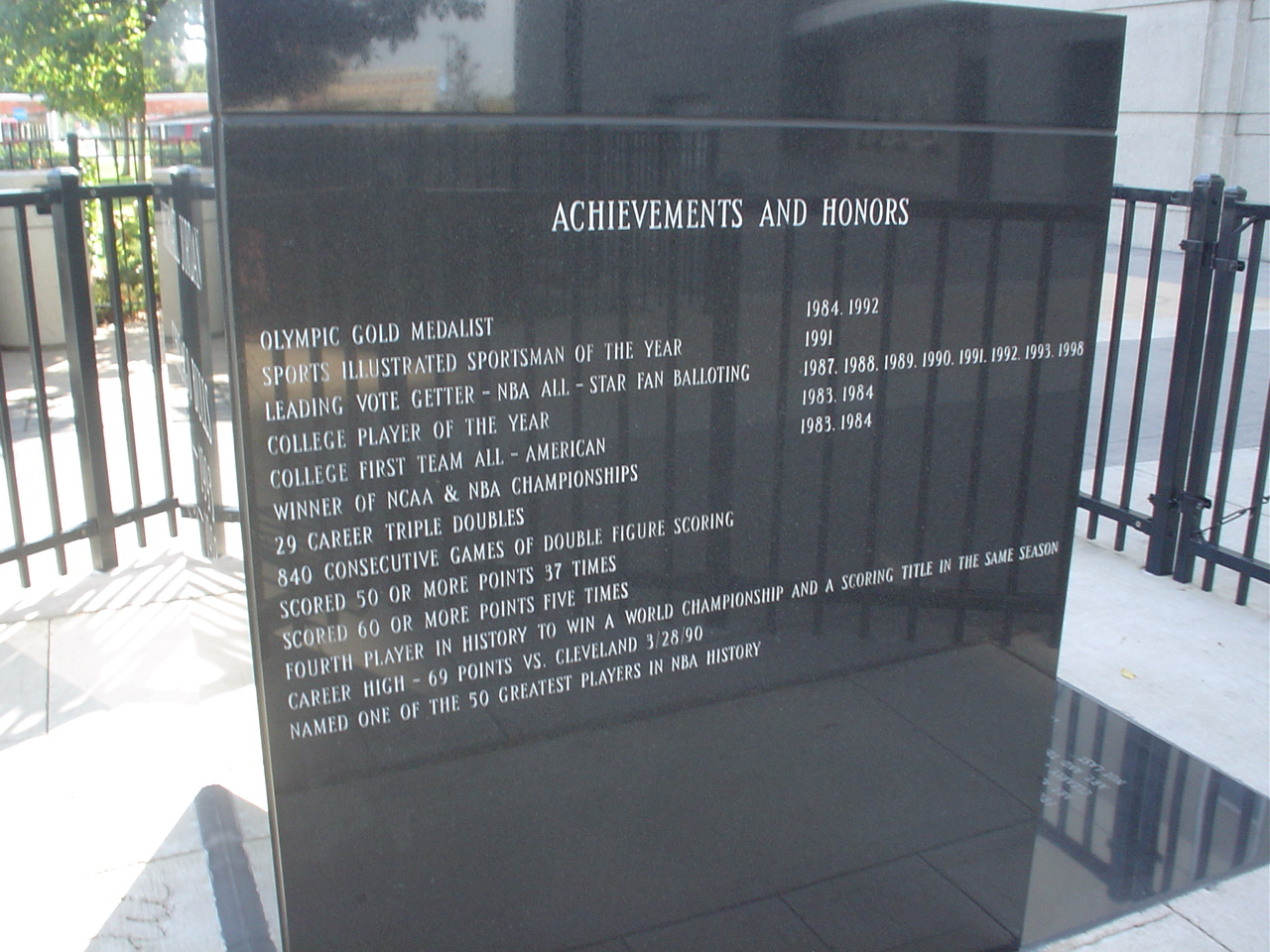
在聯合中心記載喬登的職業生涯成就的牌匾

1995-96賽季，喬丹受到前一季失利的刺激，瘋狂地投入訓練。加上公牛隊向聖安東尼奧馬刺交易來了籃板王「小蟲」，使公牛隊的籃板與防守實力得到大幅強化。公牛在開季的10勝2負後，在接下來的32場比賽中狂勝31場，包括隊史最佳的18連勝，最終以常規賽戰績72勝10負、客場戰績33勝8負締造當時NBA史上最佳的紀錄，主場僅輸2場也是史上次佳。喬登、皮朋與羅德曼入選年度最佳防守陣容第一隊，這是NBA史上首次有三名同隊球員入選最佳防守陣容第一隊，喬登以平均每場得分30.1分重拾NBA得分王，更獲得常規賽與明星賽雙料最有價值球員。在季後賽中，公牛隊共僅輸3場球，在東區決賽以4:0橫掃去年淘汰他們的奧蘭多魔術，最後毫無懸念地以4:2戰勝西雅圖超音速（現今之俄克拉荷马城雷霆）獲得第四次總冠軍，當年可謂公牛宰制全聯盟的一年。喬登第四次獲得總決賽最有價值球員，打破魔術強森所保持的紀錄。不過在與超音速隊的對戰中，喬登碰上了頂尖防守者「手套」加里·佩顿，內線又有「雨人」肖恩·坎普（Shawn Kemp）坐鎮，使得他在系列賽中的平均命中率只有41%，這也是喬登唯一一次在總決賽中表現如此之〝差〞。
1996-97賽季，喬登繼續率領公牛隊輕鬆獲得69勝13負的聯盟第一佳績，他以平均每場得分29.6分蟬聯得分王並再度入選最佳防守陣容第一隊，也完成了明星賽史上首位三雙，但年度最有價值球員的獎項被「郵差」卡爾·馬龍拿下。在總決賽中，公牛隊面對西區勁旅猶他爵士，其主將馬龍和「將軍」約翰·斯托克頓是NBA史上最佳的擋拆（Pick and roll/ Pick and pop）組合，喬登的籃球天賦與球場的靈魂作用再一次展現。在第一場中，他以一個壓哨球成功絕殺爵士，前四場雙方戰成2-2平手。喬丹卻在決定性的第五戰前一晚食物中毒，胃病毒引發了發燒及脫水的症狀。這場日後被稱為〝流感之戰（Flu Game）〞的比賽中，喬登抱病上陣仍獨得38分，並在最後25秒時投進逆轉的三分球率領公牛隊於客場以90-88取得勝利。第六戰的最後數秒，所有人都相信公牛隊將清出空間讓喬丹執行最後一擊，然而喬登卻沒有執著於個人英雄主義。他與史蒂夫·科爾在暫停時間討論爵士隊的防守戰術，兩人均同意爵士隊極有可能讓斯托克頓進行包夾，於是約定了讓科爾保持適當距離並在必要時執行最後一擊。隨後喬丹持球進攻，斯托克頓果然丟下科爾上前包夾，他果斷地將球傳給空位的柯爾，後者也不辱使命地投籃命中，最終公牛以4-2贏得第五次總冠軍，而他則再一次當之無愧地獲得總決賽最有價值球員。賽季結束後，公牛隊高層準備重建球隊的流言四起，最終喬登在堅持傑克森、皮朋等人留隊的條件下，與公牛隊續約一年。這一紙合約創下了單季3314萬美元的最高年薪紀錄，喬登表示下個賽季將是「最後之舞」。
1997-98賽季開季賽前的歐洲麥當勞男籃賽，喬登率領的芝加哥公牛在皮朋與羅德曼缺陣的狀態下仍以種子球隊的身分二戰全勝，奪得冠軍。10月18日對奧林匹亞隊，104比78，喬登拿下27分；10月19日對巴黎聖傑土門隊，89比82，喬登拿下28分；賽後也獲選為當屆最有價值球員。
1997-98賽季開季公牛隊卻動盪不已，打的十分艱辛。除了球隊將於賽季結束後重建的流言，皮朋因背傷連續缺賽38場，羅德曼亦逐漸失控與不耐，兩人均為了薪資問題與球隊總經理傑瑞·克勞斯（Jerry Krause）鬧不和，而傑克森與克勞斯的矛盾亦不可調和。戰績僅在中、後段名次間掙扎的公牛隊被認為恐連晉級季後賽都成問題，但喬登率隊挺過了賽季初期的低迷，他不但讓羅德曼重拾對比賽的專注，亦幫助綠葉隊友如盧克·朗利（Luc Longley）打出生涯最佳表現，近賽季中期戰績已回升至聯盟第五位。待皮朋回歸後公牛隊總算恢復完整戰力，最終以62勝20負的聯盟第二佳績次於猶他爵士。已35歲的喬登平均每場得分28.7分仍穩居得分王，前半賽季公牛隊倚賴他力挽狂瀾，優異的表現與領導能力博得了極高評價，喬登第五次獲得常規賽最有價值球員，囊括入選明星隊、明星賽最有價值球員以及最佳防守陣容第一隊。季後賽公牛隊過關斬將順利進入東區決賽，然而面對當年NBA年度最佳教練「大鳥」拉里·伯德執教的印第安納溜馬，卻意外地陷入苦戰。公牛隊的老化帶來了顯著的第四節命中率下滑和防守效率遞減，而「大嘴」雷吉·米勒與「上帝左手」克里斯·穆林兩名神射手的三分投射令公牛隊頭痛不已，足足打滿七場才勝出。該系列賽被譽為NBA史上的經典賽事之一，精采程度猶勝後面的總決賽。
公牛隊進入總決賽再次與去年的強敵猶他爵士對決，前五場雙方互有領先，公牛隊以3-2領先，但剩下的兩場比賽均於猶他主場進行。然而就在第六場比賽開始不久，皮朋的背傷復發，疼痛甚至使他難以彎腰撿球，這無疑對公牛隊十分不利。但喬丹如季初那般挺身而出，包攬了公牛隊大部分的進攻，緊緊咬住比分。比賽終了前，喬登造就了NBA史上最偉大、最經典、最聰明、最戲劇化又略具爭議的傳奇表演〝THE LAST SHOT〞。在比賽的最後41.9秒，公牛隊被斯托克頓投入三分球，以83-86落後，教頭傑克森喊了暫停。比賽重開，喬登接到發球後迅速突破爵士隊防陣上籃，將比分追至85-86。爵士隊發球後傳至前場底線的馬龍，馬龍背對防守他的洛文準備作低位進攻，但冷不防被喬登從右後方的將球盜走。隨後喬登控球至前場，比賽剩餘10秒，面對著布萊恩·羅素，他先向右路突破，然後在罰球弧附近急停。羅素腳步急剎不住而失去重心，那一瞬間喬登甩向背後的左手回來時疑似往羅素的臀部推了一下，使其滑倒在地。由於羅素防守時身體緊貼著喬登左側，加上喬登這一動作看起來非常自然，像是借力使力，難以斷定羅素究竟是自己滑倒的，或是被推倒的。喬登就這樣在無人防守的情況下中距離跳投命中，在比賽還有5.2秒時將比分反超。爵士的最後一擊雖然成功傳到了史托克頓手中，在羅恩·哈珀的干擾下未能命中。最終，公牛以87:86一分優勢再次戰勝爵士，第六次奪得總冠軍並完成第二次三連霸。喬丹總決賽中平均每場得分30分以上，其中第六場得45分佔全隊總得分一半以上，外加抄截4次。這是他第六次獲得總決賽最有價值球員，是排在後面的魔術強森、「大鯊魚」俠客·歐尼爾、「石佛」提姆·鄧肯（均為三次）的整整兩倍。
喬丹在第六場比賽中英雄式的逆轉似乎是他職業生涯的完美句點，隨著傑克森與公牛隊的合約期滿及皮朋和洛文的離隊，喬登於1999年1月13日再次宣佈退休。公牛王朝亦宣告結束。

### 二度復出（2001-2003）
2000年1月19日，喬登重返NBA。這回他不是以球員身分，而是以華盛頓巫師籃球事務總裁的身份主管球隊的運營，特別是人事方面。一年半期間，他做了一些重要決策，包括交易高薪但缺乏貢獻的朱萬·霍華德，也換掉理查德·漢密爾頓以獲得選秀狀元籤。但在2001年選秀會上以第一順位選擇的誇米·布朗，後來被視為失敗的決定。
喬丹亟思有所作為，但巫師隊並未因他的銳意改革而脫胎換骨。2001年夏季，喬丹前往芝加哥參加了公牛隊的夏季訓練營，又聘請了曾在1986-89年間合作過的公牛隊前教頭道格‧柯林斯（Doug Collins）來執教巫師隊。媒體開始猜測他為了提升巫師隊的票房與競爭力，將有可能再度復出。
2001年9月10日，為助巫師隊從谷底翻身，38歲的喬丹決定再度復出；但是隔天發生震驚世界的九一一恐怖襲擊事件，使其推遲了對外宣佈。9月25日，喬丹正式宣佈在華盛頓巫師復出，並將他象徵性的薪資200萬美元全部捐獻給九一一恐怖襲擊事件的受害者。
2001-02賽季，喬登復出率領年輕的華盛頓巫師，改打小前鋒位置，巫師隊主場比賽的觀眾場場爆滿，喬丹的球衣銷售量也名列前茅。然而右膝軟骨的撕裂傷讓他只打了60場比賽，且在確定無緣季後賽後，最後7場比賽平均上場時間只有20分鐘。高齡39歲的喬登平均每場命中率41.6%、得分22.9分、籃板5.2個、助攻5.2次、搶斷1.42次，雖然已無法像過去那般支配比賽，但仍是巫師隊中表現最好的；他還數次投進反敗為勝的絕殺球（Buzzer-beater），更於2001年12月29日對夏洛特黃蜂的比賽中攻下51分。巫師隊的戰績37勝45負（勝率.451）比起前一賽季的19勝63負（勝率.233）大幅提升，可見喬丹在場上的影響力仍然十分顯著。
2002-03賽季，帶著膝蓋水腫的喬丹在季初以替補球員身分上場，取得平均每場得分20.0分、籃板6.1個、助攻3.8次、搶斷1.5次的成績，其中44.5%的投籃命中率及82%的罰球命中率均比前一賽季出色。儘管已40歲，他仍有42場得分20分以上，9場30分以上，3場40分以上的表現。2003年2月21日面對紐澤西籃網，他成為了史上唯一一位40歲以上得到43分的球員。不過巫師隊的戰績只能與前一賽季持平，最終仍無法晉級季後賽。喬登職業生涯第14場也是最後一場全明星賽，他先拒絕了「AI」艾倫·艾佛森（Allen Iverson）與「T-Mac」特雷西·麥格雷迪（Tracy McGrady）的禮讓，不過在賽前仍接受了飽受輿論壓力的「加拿大航空」文斯·卡特（Vince Carter）所讓出的先發位置。喬丹超越「天鈎」卡里姆·阿布都·賈霸成為全明星賽總得分最高的球員，終場前更演出了令人讚嘆的後仰跳投一度逆轉比分。
眾所皆知這將是喬丹最後一個賽季，華盛頓MCI中心的門票被搶購一空，巫師隊成為第二受關注的球隊，主場場均20,172名觀眾，客場場均19,311名觀眾。喬丹作客芝加哥聯合中心的最後一場比賽，獲得了全場觀眾四分鐘的起立鼓掌喝采。邁阿密熱火於2003年4月11日宣佈將23號球衣永遠退役以向喬丹致敬，儘管他從未為熱火隊打過一場球。2003年4月16日，作客費城的比賽是40歲喬登職業生涯的最後一場比賽，他貢獻了15分。比賽最後幾分鐘，在全場觀眾的熱烈要求下，本已下場休息的喬登重新上場並投進了他最後兩個罰球後再度下場，全場21,257名觀眾、76人隊球員和費城官員為他起立鼓掌長達3分鐘之久。

## 入主球隊
2003年5月7日，喬丹被華盛頓巫師老闆阿贝‧波林解雇運營總裁一職，原因是喬丹對球隊各方面的過度干涉帶來了混亂。喬丹憤怒地說：「早知道波林不願恢復我的職位，我不會再度復出，沒有那個必要。我是如此急切地想幫助一支球隊，也為他們創造很大效益，他們卻過河拆橋，我感覺被利用了。對於我的籃球成就來說，這是一次極為不堪的經歷。」
2006年，喬丹購入夏洛特山貓的部分股權，成為該隊的第二大股東，並得到山貓隊老闆羅拔·路易·莊臣的授權，再次成為籃球運營總裁。
2008年，喬丹聘請傳奇教頭拉里·布朗，並下放權力，令山貓隊於2009年首度闖入季後賽。然而布朗為了維繫球隊戰力，交易來太多合約太長、薪資太高的球員，又給角色球員簽下過長、過大的合約，使得球隊的薪資結構陷入僵化，往後數年在球員交易市場上失去談判空間。
2010年，夏洛特山貓戰績不佳，連年虧損，強森決定售出手上所有股份。喬丹買下了剩餘股份，正式入主夏洛特山貓，成為NBA史上第一位成為球隊董事長的前球員，也是聯盟中唯一的非洲裔老闆。
2011-12賽季最後一場比賽，山貓隊以84：104敗於紐約尼克，以7勝59負、勝率1成06取代1972-73 NBA賽季費城七六人的9勝73負、勝率1成10，創下NBA史上單季最低勝率的紀錄。過去身為球員的喬丹曾率領芝加哥公牛於1995-96賽季締造72勝10負的單季最高勝率，不料16年後他成為了球隊老闆卻苦吞史上最差勁戰績。據說喬丹主導了山貓隊幾年來的選秀和交易，結果卻每每不如預期，使得他被批評沒有識人之明。這個難堪的紀錄讓喬丹不得不親上火線接受訪問，澄清外界對他的質疑。
2013-14賽季，喬丹將夏洛特山貓更名為夏洛特黃蜂，並斥資向紐奧良黃蜂買下其遷移主場前的舊夏洛特黃蜂時代的隊史紀錄，紐奧良黃蜂則更名為鵜鶘，這項調整計畫得到NBA的認可。此後喬丹的新夏洛特黃蜂（原山貓）繼承了舊夏洛特黃蜂的身分，紐奧良鵜鶘（原黃蜂）與舊夏洛特黃蜂再無關係，以一支新球隊的身分重新開始。
2015-16賽季，夏洛特黃蜂在常規賽取得48勝34負的不錯成績，成功晉級季後賽，並與邁阿密熱火鏖戰七場才落敗。多年來喬丹學習做一名經營管理者，終於有了成果。
2023年，喬丹將自己持有的黃蜂隊股權賣給 Gabe Plotkin 和 Rick Schnall 為首的集團，結束長達13年的黃蜂隊老闆任期。

## 職業生涯數據

### NBA例行賽數據統計
| 賽季     | 球隊     | GP    | GS    | MPG   | FG%  | 3P%  | FT%  | RPG | APG | SPG  | BPG | PPG    |
| -------- | -------- | ----- | ----- | ----- | ---- | ---- | ---- | --- | --- | ---- | --- | ------ |
| 1984–85  | CHI      | 82*   | 82*   | 38.3  | 51.5 | 17.3 | 84.5 | 6.5 | 5.9 | 2.4  | 0.8 | 28.2   |
| 1985–86  | CHI      | 18    | 7     | 25.1  | 45.7 | 16.7 | 84.0 | 3.6 | 2.9 | 2.1  | 1.2 | 22.7   |
| 1986–87  | CHI      | 82*   | 82*   | 40.0  | 48.2 | 18.2 | 85.7 | 5.2 | 4.6 | 2.9  | 1.5 | 37.1*  |
| 1987–88  | CHI      | 82    | 82*   | 40.4* | 53.5 | 13.2 | 84.1 | 5.5 | 5.9 | 3.2* | 1.6 | 35.0*  |
| 1988–89  | CHI      | 81    | 81    | 40.2* | 53.8 | 27.6 | 85.0 | 8.0 | 8.0 | 2.9  | 0.8 | 32.5*  |
| 1989–90  | CHI      | 82*   | 82*   | 39.0  | 52.6 | 37.6 | 84.8 | 6.9 | 6.3 | 2.8* | 0.7 | 33.6*  |
| 1990–91† | CHI      | 82*   | 82*   | 37.0  | 53.9 | 31.2 | 85.1 | 6.0 | 5.5 | 2.7  | 1.0 | 31.5*  |
| 1991–92† | CHI      | 80    | 80    | 38.8  | 51.9 | 27.0 | 83.2 | 6.4 | 6.1 | 2.3  | 0.9 | 30.1*  |
| 1992–93† | CHI      | 78    | 78    | 39.3  | 49.5 | 35.2 | 83.7 | 6.7 | 5.5 | 2.8* | 0.8 | 32.6*  |
| 1994–95  | CHI      | 17    | 17    | 39.3  | 41.1 | 50.0 | 80.1 | 6.9 | 5.3 | 1.8  | 0.8 | 26.9   |
| 1995–96† | CHI      | 82    | 82*   | 37.7  | 49.5 | 42.7 | 83.4 | 6.6 | 4.3 | 2.2  | 0.5 | 30.4*  |
| 1996–97† | CHI      | 82    | 82*   | 37.9  | 48.6 | 37.4 | 83.3 | 5.9 | 4.3 | 1.7  | 0.5 | 29.6*  |
| 1997–98† | CHI      | 82*   | 82*   | 38.8  | 46.5 | 23.8 | 78.4 | 5.8 | 3.5 | 1.7  | 0.5 | 28.7*  |
| 2001–02  | WAS      | 60    | 53    | 34.9  | 41.6 | 18.9 | 79.0 | 5.7 | 5.2 | 1.4  | 0.4 | 22.9   |
| 2002–03  | WAS      | 82    | 67    | 37.0  | 44.5 | 29.1 | 82.1 | 6.1 | 3.8 | 1.5  | 0.5 | 20.0   |
| 職業生涯 | 職業生涯 | 1,072 | 1,039 | 38.3  | 49.7 | 32.7 | 83.5 | 6.2 | 5.3 | 2.3  | 0.8 | 30.1 ‡ |
| 明星賽   | 明星賽   | 13    | 13    | 29.4  | 47.2 | 27.3 | 75.0 | 4.7 | 4.2 | 2.8  | 0.5 | 20.2   |

### NBA季後賽數據統計
| 賽季     | 球隊     | GP  | GS  | MPG  | FG%  | 3P%   | FT%  | RPG | APG | SPG | BPG | PPG    |
| -------- | -------- | --- | --- | ---- | ---- | ----- | ---- | --- | --- | --- | --- | ------ |
| 1984–85  | CHI      | 4   | 4   | 42.8 | 43.6 | 12.5  | 82.8 | 5.8 | 8.5 | 2.8 | 1.0 | 29.3   |
| 1985–86  | CHI      | 3   | 3   | 45.0 | 50.5 | 100.0 | 87.2 | 6.3 | 5.7 | 2.3 | 1.3 | 43.7   |
| 1986–87  | CHI      | 3   | 3   | 42.7 | 41.7 | 40.0  | 89.7 | 7.0 | 6.0 | 2.0 | 2.3 | 35.7   |
| 1987–88  | CHI      | 10  | 10  | 42.7 | 53.1 | 33.3  | 86.9 | 7.1 | 4.7 | 2.4 | 1.1 | 36.3   |
| 1988–89  | CHI      | 17  | 17  | 42.2 | 51.0 | 28.6  | 79.9 | 7.0 | 7.6 | 2.5 | 0.8 | 34.8   |
| 1989–90  | CHI      | 16  | 16  | 42.1 | 51.4 | 32.0  | 83.6 | 7.2 | 6.8 | 2.8 | 0.9 | 36.7   |
| 1990–91† | CHI      | 17  | 17  | 40.5 | 52.4 | 38.5  | 84.5 | 6.4 | 8.4 | 2.4 | 1.4 | 31.1   |
| 1991–92† | CHI      | 22  | 22  | 41.8 | 49.9 | 38.6  | 85.7 | 6.2 | 5.8 | 2.0 | 0.7 | 34.5   |
| 1992–93† | CHI      | 19  | 19  | 41.2 | 47.5 | 38.9  | 80.5 | 6.7 | 6.0 | 2.1 | 0.9 | 35.1   |
| 1994–95  | CHI      | 10  | 10  | 42.0 | 48.4 | 36.7  | 81.0 | 6.5 | 4.5 | 2.3 | 1.4 | 31.5   |
| 1995–96† | CHI      | 18  | 18  | 40.7 | 45.9 | 40.3  | 81.8 | 4.9 | 4.1 | 1.8 | 0.3 | 30.7   |
| 1996–97† | CHI      | 19  | 19  | 42.3 | 45.6 | 19.4  | 83.1 | 7.9 | 4.8 | 1.6 | 0.9 | 31.1   |
| 1997–98† | CHI      | 21  | 21  | 41.5 | 46.2 | 30.2  | 81.2 | 5.1 | 3.5 | 1.5 | 0.6 | 32.4   |
| 職業生涯 | 職業生涯 | 179 | 179 | 41.8 | 48.7 | 33.2  | 82.8 | 6.4 | 5.7 | 2.1 | 0.8 | 33.4 ‡ |

## 奧運會

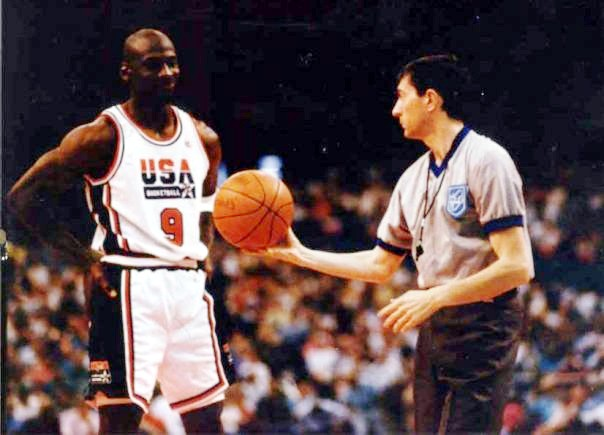
喬丹代表夢一隊參加巴塞隆納奧運會。

喬登曾兩度代表美國國家男子籃球隊參加奧林匹克運動會並獲得金牌，分別為1984年夏季奧運會和1992年夏季奧運會。特別是1992年，美國隊成員還囊括了「魔術」埃爾文·約翰遜（Earvin Johnson）、「大鳥」拉里·布特（Larry Bird）、「海軍上將」大衛·羅賓遜（David Robinson）、「大猩猩」派屈克·尤英（Patrick Ewing）、「滑翔機」克萊德·崔斯勒（Clyde Drexler）、「查爾斯爵士」查爾斯·巴克利（Charles Barkley）、「Pip」史考提·皮朋（Scottie Pippen））、「郵差」卡爾·馬龍（Karl Malone）、「將軍」約翰·斯托克頓（John Stockton）、「上帝左手」克里斯·穆林（Chris Mullin）等當代頂尖的球星，因而被譽為夢幻隊。該屆奧運會夢幻隊場場以大比分差距輕鬆血洗各國男籃隊，超越的球技讓世人震撼不已，藉此大幅開拓了海外市場，並加速了NBA的國際化。喬丹的知名度也迅速遍及全球，成為NBA指標人物，許多不懂籃球的人也知道米高·佐敦這號人物的存在。從此，由NBA職業球員組成美國國家男子籃球隊參加奧運會和世界籃球錦標賽基本成為慣例（此前主要由大學生和業餘球員組成），後來的美國國家男子籃球隊均冠上廣義的夢幻隊之名，並依年份順序稱為夢二隊、夢三隊、夢四隊．．．等。不過，狹義的「夢幻隊」僅指1992年的初代夢幻隊，被公認為「最夢幻的夢幻隊」，其歷史地位無可撼動。
其中有一段軼聞，1992年巴塞羅那奧運會夢之隊公佈名單的時候，聯盟其中一位最出色的控球後衛「微笑刺客」以賽亞·湯瑪斯（Isiah Thomas）並未出現在名單裡面。謠傳這是因為喬登出於個人恩怨（1984年明星賽湯瑪斯曾主導孤立喬登的行動，以及活塞隊野蠻的喬丹法則）向領隊提出「有湯瑪斯，就沒有喬丹」的要脅。由於當時埃爾文·約翰遜和拉里·布特皆因傷病困擾（強森是艾滋病陽性，布特則是肩傷復發）而可能無法參賽，美國隊只好接受喬登的要求。在2009年約翰森發表的自傳中，他表示夢幻隊幾乎沒人希望湯馬斯去，「因為他的球風骯髒到令人作嘔」。

## 商業活動

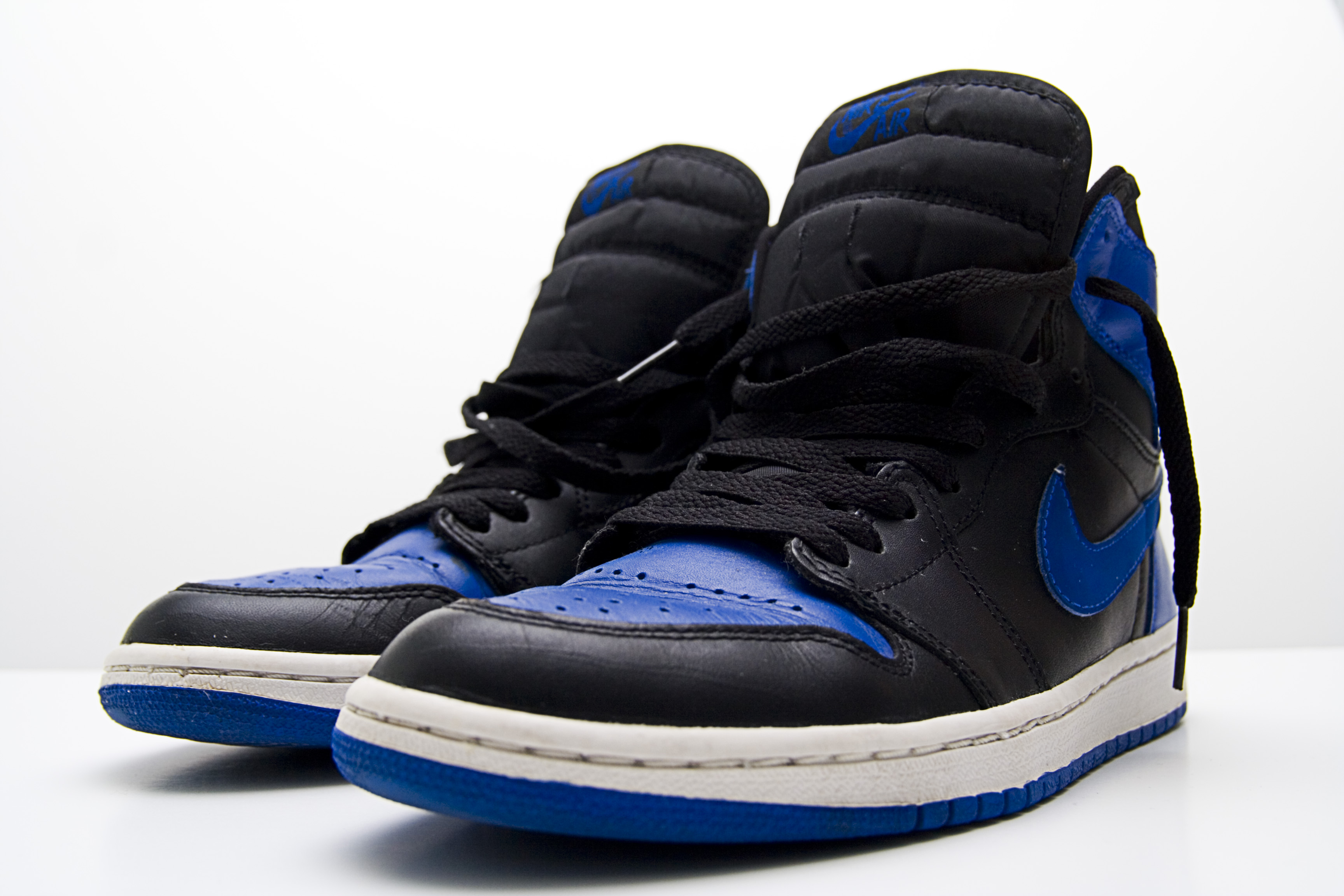
一個副本，黑色和藍色的，由MJ主辦的第一雙耐克鞋AIR JORDAN I

作為NBA的代表性人物，喬登一直是各大廠商爭奪的對象。他代言過的品牌包括：耐克、佳得樂飲料(Gatorade)、恆適服飾(Hanes)、麥當勞、Ball Park Franks熱狗、雷諾威電池(Rayovac)與MCI電信等。

### 與耐克結盟
- Air Jordan系列籃球鞋：自1984年起，耐克（Nike）每年為喬登推出的新一代Air Jordan籃球鞋，成為籃球迷們爭相搶購的商品。耐克日後能夠成為全球體育用品第一大品牌，Air Jordan的成功是關鍵因素。喬丹身為籃球界的傳奇，以及非洲裔美國人（黑人）爬升至美國社會頂層的象徵，使得Air Jordan深受黑人的尊敬和崇拜，在其心中佔有重要地位。喬丹改變了品牌商與運動員的合作模式，而喬丹鞋更改變了籃球鞋，讓籃球鞋超越籃球運動本身，成為一種時尚的存在。一般公認最好的喬丹鞋是Air Jordan 11，它甚至被稱為史上最佳籃球鞋。在喬登退休後，Air Jordan仍持續推出新款商品，設計走向概念化、未來化，作為引領下一代籃球鞋設計的先驅。Air Jordan售價奇貴，超過現役球員代言的籃球鞋，仍然年年被搶購一空，美國甚至發生群眾因為買不到Air Jordan因而暴動砸店的事件。事實上Air Jordan的定位早已昇華成為收藏品，擁有保值性甚至增值性，而非單純的一雙籃球鞋，世界各地都有為數不少的收藏家以高價收購Air Jordan。
- Jordan Brand：喬登與耐克合作的獨立品牌，商品不掛耐克而是掛飛人的商標。品牌主打運動時尚，除了球鞋還有各式運動休閒服飾、鞋子、香水等，同樣屬於高價位。

## 影視作品
1996年，喬登參與一部由好萊塢製作的卡通電影(Space Jam)，整部影片耗資近1.2億美元，全球票房收入2億美元。
此外1997-98年NBA球季，當時NBA娛樂主管蕭華在獲得芝加哥公牛許可下，拍攝許多影片，大部份並未對外公開。2016年當蕭華成為NBA主席後，得到佐敦同意，開始製作此套紀錄片。這套名為最後之舞的紀錄片於2020年4月播出。總共十集，每星期在ESPN以及Netflix播出兩集。

## 退休後其他活動

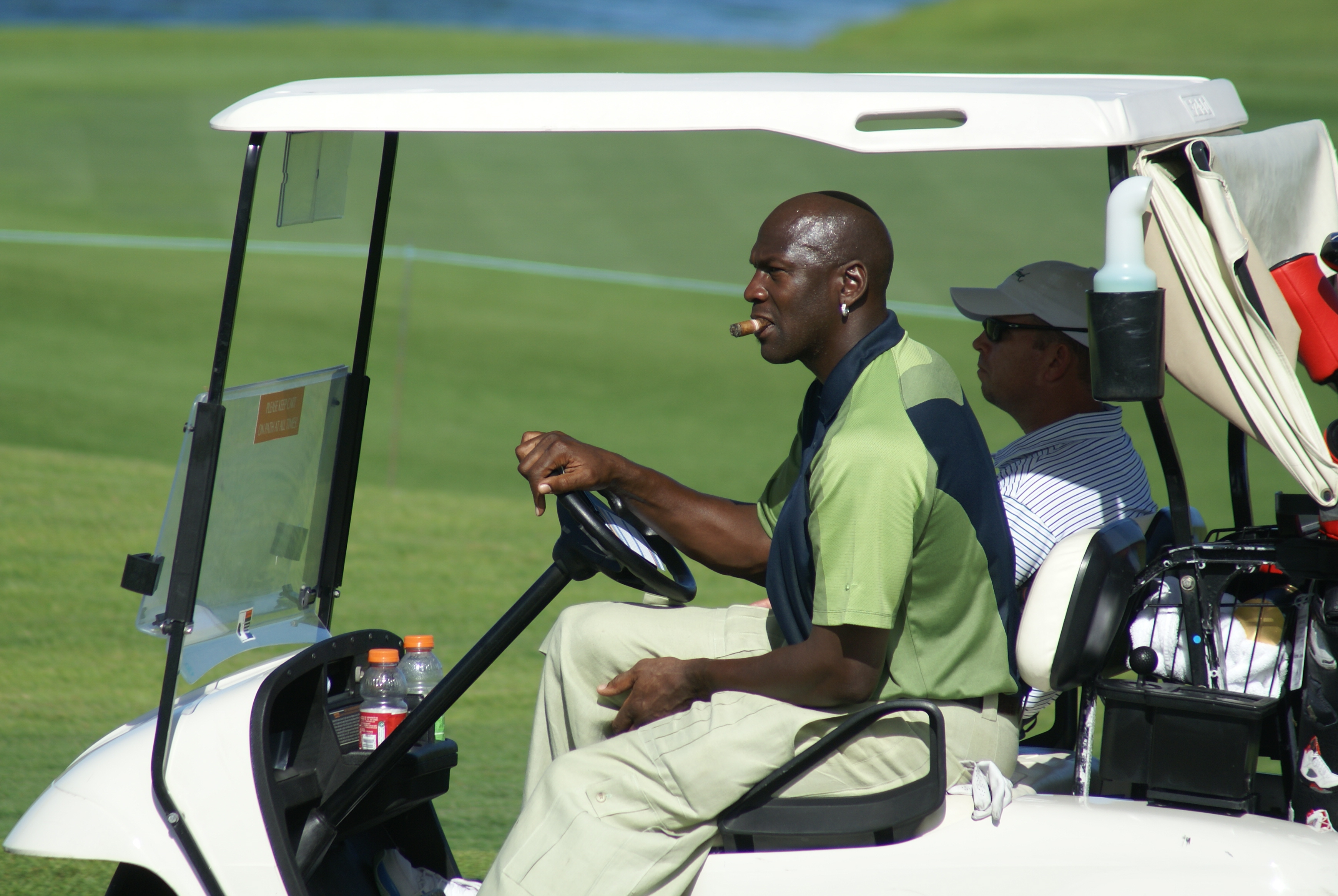
高爾夫球是喬丹最愛好的休閒活動。

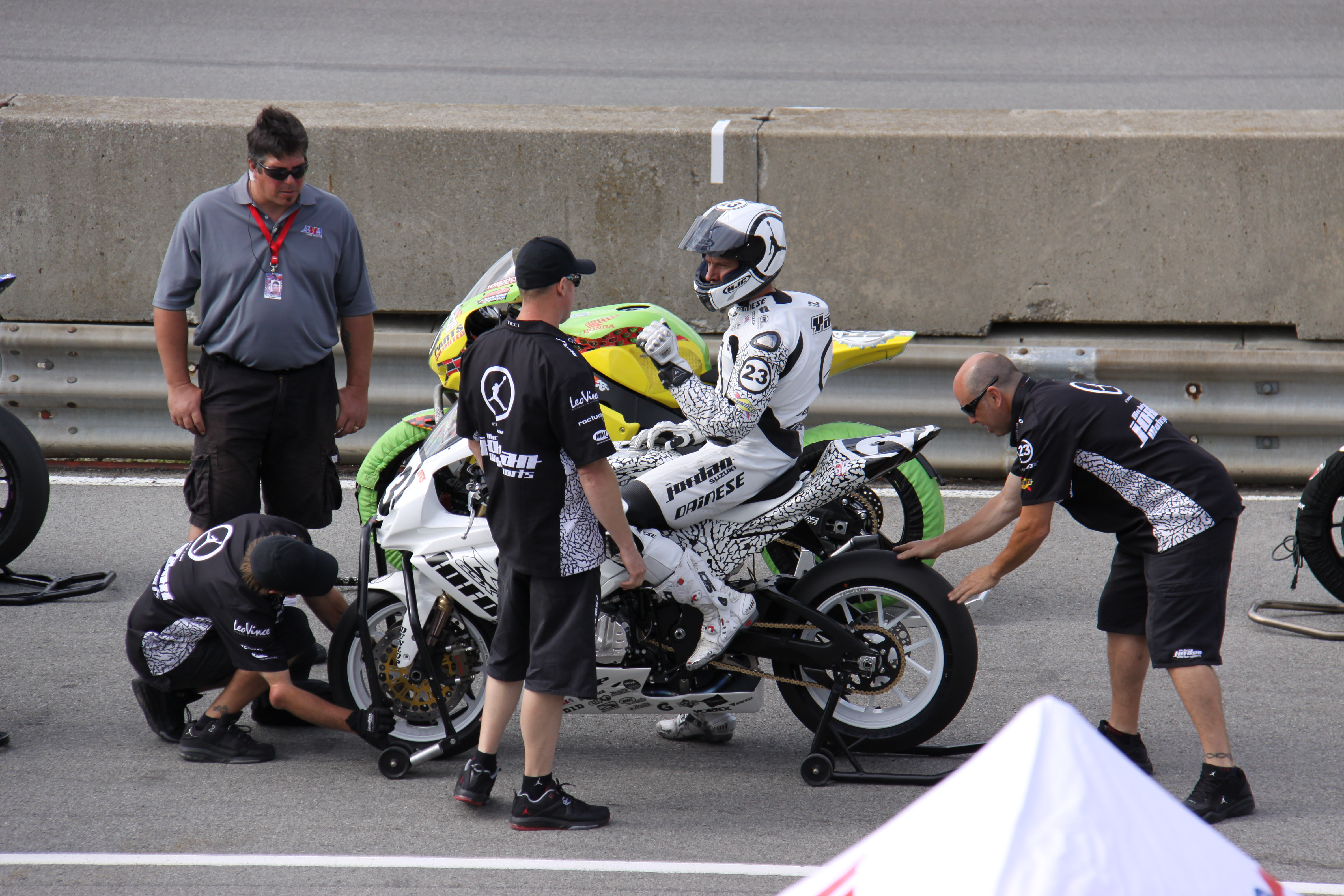
第23號鈴木車手阿龍耶茨的米高·佐敦賽車隊。

喬丹退休後的生活多姿多彩，除了球隊事業，還忙於行銷Jordan Brand，以及出席高爾夫球名人慈善賽。空閒時騎乘重型摩托車，穿州過郡。在2008年，他協助選擇美國夢幻隊人選，重振美國隊聲威。

## 球衣號碼
米高·佐敦過去曾經穿著「23」號和「45」號球衣。喬登職業生涯絕大部分時間一直穿著23號球衣，之所以選擇23號是因為他的兄長拉利·喬丹（Larry Jordan）學生時代穿的是45號球衣，兒時的他總是被哥哥擊敗，他自認實力只有哥哥的一半再多一點點，於是將45除以2，就是23號。他第一次復出時，由於23號球衣已退役，於是改穿45號球衣。不過，不久後他又穿回23號，這是1995年東區決賽第五場比賽。事後，他因為擅自使用退役號碼而被聯盟罰款10萬美元。

### 其他球衣號碼
- 5號：1983年參加泛美運動會的號碼，同時也是喬丹的次子馬庫斯·喬登（Marcus Jordan）所使用的號碼。
- 7號：1982年參加與歐洲學校的交流賽。
- 9號：1984年洛杉矶奧運以及1992年巴塞隆納奧運，同時也是喬丹的長子傑佛瑞·喬登（Jeffrey Jordan）所使用的號碼。
- 12號：1990年2月14日對奧蘭多魔術賽前，喬丹的球衣遭一名奧蘭多魔術球場保安盜竊[10]，只好穿上12號球衣應急，他只穿過這唯一一場，該件球衣上也是沒有繡上姓氏的。此後，公牛隊都會準備多件23號球衣，以免類似的事件再次發生。
- 14號：1981年參加泛美運動會。

## 成就與榮譽

### 職業生涯獎項
- 6次NBA總冠軍：1991，1992，1993，1996，1997，1998
- 5次NBA最有價值球員：1988，1991，1992，1996，1998
- 6次NBA總決賽最有價值球員：1991，1992，1993，1996，1997，1998
- 10次NBA得分王：1987, 1988, 1989, 1990, 1991, 1992, 1993, 1996, 1997, 1998
- 3次NBA抄截王：1988, 1990, 1993
- 1次NBA最佳防守球員：1988
- NBA最佳新秀：1985
- NBA最佳新秀陣容：1985
- 11次NBA最佳陣容：
  - 第一隊：1987，1988，1989，1990，1991，1992，1993，1996，1997，1998
  - 第二隊：1985
- 9次NBA最佳防守陣容：
  - 第一隊：1988，1989，1990，1991，1992，1993，1996，1997，1998
- 14次NBA全明星賽：1985，1986（因傷未出賽），1987，1988，1989，1990，1991，1992，1993，1996，1997，1998，2002，2003
- 3次NBA全明星賽最有價值球員：1988，1996，1998
- 2次NBA灌籃大賽冠軍：1987, 1988
- NBA50大巨星：1997
- NBA75大巨星：2021

### 職業生涯數據排行
- NBA總得分史上第五位（32,292分）
- NBA常規賽場均得分史上第一位（30.12分）
- NBA季後賽場均得分史上第一位 (33.45分)
- NBA總命中球數史上第四位（12,192球）
- NBA常規賽總罰球命中數史上第六（7,327球）
- NBA季後賽總罰球命中數史上第二 (1,463球)
- NBA總抄截次數史上第三（2,514次）
- NBA場均抄截次數史上第三（2.35次）
- NBA總上場時間史上第十六（41,011分鐘）
- NBA場均上場時間史上第五（38.3分鐘）
- NBA全明星賽總得分史上第三位（262分）
- NBA全明星賽場均得分史上第三位（20.2）

### 個人單場最高紀錄
- 例行賽得分：69分（1990年3月28日，對克里夫蘭騎士）
- 季後賽得分：63分（1986年4月20日，對波士頓塞爾提克）
- 兩分球命中數：27球
- 三分球命中數：7球
- 罰球得分：26分（該場罰球數27次）
- 進攻籃板：8個（共4次）
- 防守籃板：14個
- 總籃板：18個（共2次）
- 助攻：17次
- 抄截：10次
- 阻攻：6次
- 上場時間:56分（1992年2月3日，對猶他爵士隊）

### NBA常規賽紀錄
- 史上最高場均得分（30.12分，威爾特·張伯倫以30.06分位列第二)

- 史上最多次得分王（10次，1986-87至1992-93賽季，1995-96至1997-98賽季）
- 史上最多次蟬聯得分王（1986-87至1992-93賽季連7次，該記錄與威爾特·張伯倫共同保持）
- 史上最年長的得分王（35歲又61天，1998年)
- 史上最多次單季總得分第一（11次）
- 史上最多次單季命中球數第一（10次）
- 史上最多次賽季場均得分超過30分（8次）
- 史上最多次連續賽季場均得分超過30分（1986-87至1992-93賽季連續7次，該記錄與威爾特·張伯倫共同保持）
- 史上最多單場得分30分以上（562場,已被勒布朗·詹姆斯在2025年1月4日打破）
- 史上最多連續場次得分雙位數以上（866場，已於2017-18賽季被勒布朗·詹姆斯打破）
- 史上單場10次助攻同時得分最高（57分，已於2018-19賽季被詹姆斯·哈登的60分11次助攻打破）
- 史上最多次入選年度最佳防守陣容第一隊（9次，該紀錄與另三人共同保持）
- 史上最多次半場搶斷（8次，該紀錄與另十人共同保持）
- 史上最多次蓋帽的後衛球員（893次，職業生涯有8場比賽單場蓋帽5次以上）
- 史上最多次單節罰球命中（14次）
- 史上最多次半場罰球命中（23次）
- 史上最高38歲球員單場得分（51分，亦是最年長單場50分以上紀錄, 該紀錄被柯比·布萊恩於退役賽60分打破）
- 史上最高39歲球員單場得分（45分）
- 史上最高40歲球員單場得分（43分，之前是最年長單場40分以上紀錄，但是被勒布朗·詹姆斯在2025年2月7日打破）
- 史上最高常規賽球員效率值（Player Efficiency Rating 27.91，1072場）
- 史上最高使用率值（Usage Rate 33.26）及最多次使用率之王（9次）

### NBA季後賽紀錄
- 史上最高場均得分（33.45分，盧卡·唐西奇以32.6分位列第二）
- 史上最多次總決賽最有價值球員（6次）
- 史上最多次蟬聯總決賽最有價值球員（1991-93及1996-98兩度連3次，俠客·歐尼爾則有一度連3次)
- 史上最高總決賽場均得分（41分）
- 史上最高單場得分（63分，季後賽單場得分排行榜前十位喬丹一人佔據五席）
- 史上最多次場均得分30分以上（除新秀年的29.3分，喬登職業生涯季後賽場均得分皆為30分以上）
- 史上最多次單場得分50分以上（8次，威尔特·张伯伦以4次位列第二）
- 史上最多次單場得分40分以上（38次，勒布朗·詹姆斯以27次位列第二)
- 史上最多連續場次得分20分以上（60場）
- 史上最多連續場次得分10分以上（179場，喬登職業生涯季後賽單場最低得分為15分）
- 史上最多次阻攻的後衛球員（158次，已於2016年被德韋恩·韋德打破）
- 史上最多單場連續命中球數（13球）
- 史上最高單季總決賽總命中球數（101球）
- 史上最高季後賽球員效率值（Player Efficiency Rating 28.60，179場）
- 史上第二高總得分（5987分）

### NBA歷史唯一紀錄
- 史上唯一職業生涯全部賽季場均得分皆20分以上的球員
- 史上唯一單季同時獲得“得分王”和“最佳防守球員”的球員（1988年）
- 史上唯一三次單季同時獲得“得分王”和“搶斷王”的球員（1988、90、93年，曾同時獲得此二獎項的還有阿倫·艾佛遜，但只有兩次）
- 史上唯一兩次單季同時獲得“全明星賽最有價值球員”、“最有價值球員”、“總決賽最有價值球員”的球員（1996和1998）
- 史上唯一現役時曾獲得“最佳新秀”、“得分王”、“抄截王”、“最佳防守球員”、“全明星賽最有價值球員”、“最有價值球員”、“總決賽最有價值球員”的球員
- 史上唯一年度囊括“最有價值球員”、“總冠軍”、“總決賽最有價值球員”、“奧運會冠軍”的球員（1992年，勒布朗·詹姆斯於2012年亦達成此成就）
- 史上唯一兩次單季完成“200次搶斷”和“100次蓋帽”的球員（1987、88年，曾同時完成此二項數據的尚有斯科蒂·皮蓬和哈金·奧拉祖雲，但是各只有一次）
- 史上唯一在季後賽連續三場得分超過45分的球員（1990年）
- 史上唯一在季後賽連續兩場得分超過50分的球員（1988年）
- 史上唯一38歲單場得分50分以上的球員
- 史上唯一40歲單場得分40分以上的球員（該紀錄共有三場，均為喬丹所創）
- 史上唯一40歲單季場均得分20分以上的球員
- 史上唯一被未曾效力過的球隊將號碼退役，且球衣永久懸掛在其場館的球員（邁阿密熱火的美國航空體育館）
- 史上唯一曾代表美國大學籃球隊和美國夢之隊參加奧運會，並獲得金牌的球員
- 史上唯一三進三出聯盟的球員
- 史上唯一獲得“世紀運動員”稱號的籃球運動員（迄今共52次登上著名運動雜誌《Sports Illustrated》封面，這也是一項紀錄）
- 史上唯一三次絕殺同一對手球隊（克里夫蘭騎士），且幾乎在同一位置(罰球線後約一步距離），剩餘時間均不足三秒出手命中的球員（在芝加哥公牛兩次、在華盛頓巫師一次）
- 史上唯一率領僅一名隊友場均得分達雙位數的球隊贏得總決賽（1997年，該名隊友為斯科蒂·皮蓬）
- 史上唯一一位六次以上進入總決賽而從未落敗的球隊領袖，奪冠率100%史上第一
- 史上唯一一位從未效力過西岸球隊的NBA生涯總得分排行前十位的球員，也是唯一一位從未效力過西岸球隊的NBA生涯總得分達3萬分的球員

### 其他獎項和榮譽
- 2次奧林匹克運動會運男子籃球金牌（1984年洛杉磯奧運、1992年巴塞隆納奧運）
- 3次AP（美聯社）年度運動員（1991, 1992, 1993）
- 運動畫刊年度運動員（1991）
- 歐洲麥當勞男籃賽MVP（1997）
- ESPN SportsCentury20世紀頂尖北美運動員排名第一位（1999）
- 中國《環球時報》「影響近現代中國的50個外國人」的唯一運動員及唯一黑人[11]（2006）
- 美國籃球名人堂(2009)
- 美國奧林匹克運動會名人堂（2009）
- 國際籃球總會名人堂（2015）
- 美國總統自由勳章（2016）
- 美國北卡羅萊納州運動名人堂

## 家庭
喬登1989年與大他四歲的胡安妮塔・瓦諾（Juanita Vanoy）結婚，育有兩子一女，分別為長子傑弗瑞·喬丹（Jeffrey Jordan）、次子馬庫斯·喬丹（Marcus Jordan）和女兒賈絲敏·喬丹（Jasmine Jordan）。2002年，胡安妮塔提出離婚，後以願努力協調為由撤回。2006年12月雙方正式宣佈離婚，據稱喬丹支付了高達1.68億美元的贍養費予胡安妮塔，一舉創下史上最高額的贍養費紀錄。2013年與當時34歲的古巴籍模特伊薇特・普列托（Yvette Prieto）再婚，並育有兩女。喬丹在1985年與胡安妮塔結識並交往，1988年胡安妮塔意外懷孕，然而喬丹並不打算承擔責任與她結婚，胡安妮塔為此聘請律師要求喬丹履行責任。雙方談判了一年半，喬丹才同意與胡安妮塔結婚，而長子傑弗瑞已經八個月大了。喬丹身為超級球星，這樣的負面新聞恐為各方帶來難以估計的損失，因而被NBA和媒體保護著。一直到雙方離婚前，這件事幾乎不見諸主流媒體。

## 名人軼聞
- 喬丹12歲時一次海灘戲水，目睹友人被大浪捲走而溺斃。從此以後，雖然他會游泳，但再也沒有進入海裏。[12]
- 年輕時期的喬登身體素質令生理學家大為驚奇，他身體肌肉中的脂肪比例只有3％，而通常運動員的脂肪比例佔5％就被譽為傑出。經過測試，喬登的百米短跑速度是10.7秒，跳遠成績為7米以上。他是NBA史上第一位連續兩年獲得NBA灌籃大賽冠軍（1987、1988）的球員，也是極少數年過三十，表現並未明顯衰退的奇蹟運動員。
- 喬丹是史上進攻能力最強的球員之一，他囊括了10屆得分王，其中前7屆是蟬連，退役後復出又蟬連3屆。喬丹的常規賽最高得分69分，並締造了季後賽單場最高得分63分的歷史紀錄。他同時也是史上唯一一位常規賽每場平均得分逾20分的40歲球員；另保持著38歲球員最高單場得分51分、39歲球員單場最高得分45分，40歲球員單場最高得分43分等紀錄。更重要的是，他的生涯常規賽平均投籃命中率高達49.7%，這是相當出色的數據，亦側面說明瞭喬丹的高得分並非倚賴濫投浪擲，而是有著高效率的得分手段。
- 喬丹的防守能力同樣為人稱道，他身為得分王以外，有三季同時獲得搶斷王（1988、1990、1993）；他保持著後衛球員生涯阻攻893次的最高紀錄，以及後衛球員單季阻攻131次的最高紀錄（1988）；他也是史上唯一一位兩次達成單季逾200次抄截及100次阻攻的後衛球員（1987、1988），史上唯一一位單季兼得得分王與年度最佳防守球員（1988）的球員。
- 喬丹於90年代率領芝加哥公牛完成兩次三連冠，1995-96球季更締造常規賽72勝10負的空前紀錄。他亦曾代表美國奪得兩次奧運會金牌（1984年由NCAA學生球員組成的美國代表隊，以及1992年由NBA職業球員組成的美國夢幻隊），創造震撼世人的美國籃球神話。1996年被NBA評選為50週年50大球星之一，2010年入選NBA名人堂，並保持著NBA單季3,314萬美元的最高薪資合約紀錄（1997-98賽季）。這些驚人且難以被超越的巨大成就，使得喬登被廣大球迷、媒體公認為当时史上最偉大的籃球運動員。
- 喬登初入NBA即大放異彩，但身為球隊主力及得分後衛，前四個賽季的三分球命中率最高僅18.2%，最低13.2%，引人詬病。這是由於當時的籃球運動並不重視三分球，NBA更是直到1979年才引入三分線，喬丹過去不曾有系統地練習三分球。然而為了證明自己，喬丹於1988-89賽季開季前苦練三分球，當季的三分球命中率提升至27.6%，並於隔年（1990）大膽挑戰NBA三分球大賽。雖然第一輪僅得5分並未挺進第二輪[13]，不過賽季（1989-90）結束時，他的三分球命中率大幅躍升至37.6%。而在1995-96賽季，受惠於前一年NBA將三分線距離由23呎9吋（7.24公尺）縮短至22呎（6.71公尺），喬丹當季的三分球命中率竟高達42.7%，比許多射手還出色。最終喬丹的生涯常規賽三分球命中率落在32.7%（581-1778），生涯季後賽三分球命中率33.2%，生涯總決賽三分球命中率36.8%，留下了不錯的成績，而且競爭強度愈高的賽事，他的三分球表現愈好。喬丹的取分手段始終以中距離和衝擊禁區為主，但90年後無人敢輕視他的三分球。
- 1991年，初入NBA的封阻好手迪肯貝·穆托姆博（Dikembe Mutombo）在一次對喬登犯規後很不服氣，待喬丹罰進第一球後，穆托姆博試圖干擾說：「你能閉著眼睛罰進嗎？」喬丹沒聽清楚，穆托姆博又重覆「你能閉著眼睛罰進嗎？」喬丹笑回：「這球是送給你的。」於是就閉眼罰球，結果真的進了，然後對穆托姆博消遣了一句：「菜鳥，歡迎來到NBA。」喬丹在幾年後的籃球教學錄影帶透露他真的有練習閉眼投球。
- 喬登曾與「流行音樂之王」米高·積遜（Michael Jackson）合拍MV：JAM，但喬登的舞蹈技巧卻很一般。
- 1997-98賽季，加入公牛隊的斯科特·伯勒爾（Scott Burrell）熱衷於找喬丹一對一單挑，但從未贏過。某天，伯勒爾屢敗屢戰，不斷地要求再打一場。連輸多場後，終於在最後一場讓喬丹僅以一球之差險勝。伯勒爾再度要求續戰，被喬丹如此拒絕：「我確信你很想繼續打下去，因為你只要贏下一場，將來就可以對你的孫子說：『我曾擊敗過米高·佐敦。』但我能對我的孫子說甚麼呢？說我曾擊敗過史考特‧伯勒爾嗎？」伯勒爾啞口無言，只得作罷。
- 2001年喬丹在華盛頓巫師復出前，參加了芝加哥公牛的夏季訓練營，被當時還叫作朗·阿泰斯特（Ronald Artest）的慈善·世界和平（Metta World Peace）撞斷肋骨，至少花了兩個月養傷。多年後已退役的世界和平談及此事，表示當時21歲的他不斷地被喬丹得分，自己被激怒了，防守動作愈來愈粗野，並不是故意的。而喬丹被撞斷肋骨後並未立即喊停，把手中的球投進後才自行步下球場，第二天他才知道喬丹的肋骨斷了。
- 2009年入選籃球名人堂成員，並說:「我早經歷了一個過渡期，復出需要時間、年齡和體重的控制。」喬丹表示退休後的自己不可能馬上復出的原因：「我不會在50歲時復出球場，儘管現在的我連一顆籃球都沒辦法撿起，但我仍然相信自己還能上場打比賽。」
- 2009年名人堂演說當中，喬丹表示自己與籃球比賽的緣分尚未終結，甚至告訴大家50歲時有可能還會站在球場上，引來現場哄堂大笑，當時他正經說到：「永遠不要說永遠，就像你對一件事的恐懼永遠只是假象而已。」
- 曾有一家快餐店使用紅色與23號為模板做出套餐，喬丹知道後隨即對該快餐店提出告訴並提出巨額求償，然而本人卻懶得出庭而使得這件事不了了之。
- 2006年的喬丹籃球訓練營上，學員之一、當時17歲的全美最佳高中籃球員、後來08年NBA選秀探花的O·J·梅奧（O.J.Mayo）向43歲的喬丹發起挑戰。喬丹對梅奧說：「你或許是高中最好的籃球員，但我是全世界最好的籃球員。」結果梅奧被喬丹完敗，一場都沒能贏下。
- 科比·布莱恩特一直以來都是喬丹的粉絲和楷模。兩人從第一次碰面到他們都退役後已建立兄弟情。2020年，當科比離世後，喬丹承認他的離世像「自己的某一部分都枯萎了」。

## 外部連結
- 迈克尔·乔丹的Facebook專頁
- 迈克尔·乔丹在Baseball-Reference.com（小聯盟以及海外聯盟）（英语）
- 迈克尔·乔丹在The Baseball Cube（英语）
- 迈克尔·乔丹在fiba.basketball（英语）
- 迈克尔·乔丹在archive.fiba.com（存檔）（英语）
- 迈克尔·乔丹在NBA官網（英语）
- 迈克尔·乔丹在Basketball-Reference.com（NBA）（英语）
- 迈克尔·乔丹在Basketball-Reference.com（國際）（英语）
- 迈克尔·乔丹在Sports-Reference.com（NCAA）（英语）
- 迈克尔·乔丹在Eurobasket.com（球員）（英语）
- 迈克尔·乔丹在Proballers（英语）
- 迈克尔·乔丹在RealGM（球員）（英语）
- 迈克尔·乔丹在Eurobasket.com（教練）（英语）
- 迈克尔·乔丹在FIBA名人堂（英语）
- 迈克尔·乔丹在奈史密斯篮球名人纪念堂（英语）
- 迈克尔·乔丹在kicker（德语）
- 迈克尔·乔丹在Olympedia（英语）
- 迈克尔·乔丹在North Carolina Sports Hall of Fame（英语）